# Denkmal für die Soldaten der 1. Roten Reiterarmee (Olesko)
Koordinaten: 49° 57′ 54,6″ N, 24° 55′ 36,7″ O

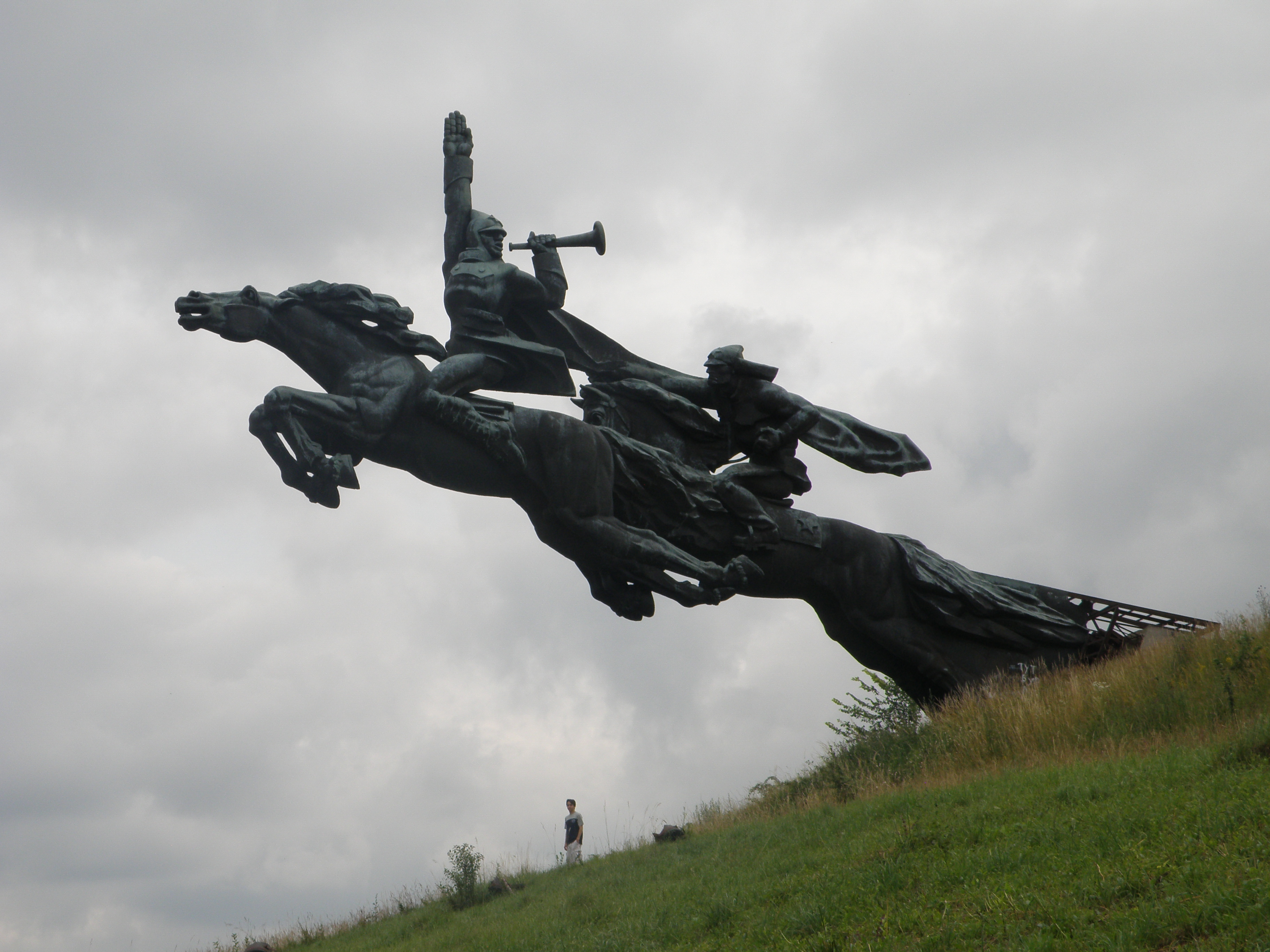
Denkmal (2009)

Das Denkmal für die Soldaten der 1. Roten Reiterarmee (ukrainisch Пам'ятник бійцям Першої кінної армії) bei Olesko war ein Denkmal zur Erinnerung an die Soldaten der 1. Roten Reiterarmee, die unter Semjon Budjonny im Russischen Bürgerkrieg kämpften.
Berühmtheit erlangte die Reiterarmee durch das Buch Die Reiterarmee von Isaak Babel, der seinen Dienst in dieser ableistete.
Das Denkmal wurde 2016 im Rahmen der Dekommunisierung in der Ukraine abgerissen.
Das 27 Meter lange Denkmal stellte zwei Reiter der Kavallerie dar, von denen einer in eine Trompete bläst.
Bildhauer des am 21. Dezember 1975 eingeweihten Denkmals war der Professor und Rektor des Lemberger Instituts für Kunst Walentyn Nasarowytsch Boryssenko und der Architekt war Anatolij Dmytrowytsch Konsulow.

## Standort
Das Denkmal für die erste sowjetische Kavalleriearmee lag auf einem Hügel 3 Kilometer östlich der Siedlung städtischen Typs Olesko in der Oblast Lwiw nahe der Fernstraße M 06/E 40.
Am Standort wurden im Sommer 1920 die Überreste von Soldaten der 1. Roten Reiterarmee begraben, die in der Region im Kampf mit der weißen Armee fielen.